# Elecciones vicepresidenciales de Guatemala de mayo de 2015
La designación vicepresidencial de Guatemala de mayo de 2015 se llevó a cabo el jueves, 14 de mayo de 2015 por el Congreso de la República de Guatemala. Fue una elección extraordinaria e indirecta para reemplazar el puesto de Vicepresidente de Guatemala que había quedado vacante por la renuncia de Roxana Baldetti, tras la crisis que se creó por el descubrimiento del Caso de La Línea el 16 de abril del mismo año, situación que invoca al artículo 189 de la Constitución de Guatemala; por lo que los diputados del Congreso votaron por ternas compuestas de tres personas que fueron elegidas por el Presidente de Guatemala. Se tenían previstas dos vueltas de votación pero debido al consenso de los diputados por designar a Maldonado, solamente hubo una ronda. Triunfando con 115 votos y 29 en contra. 

## Antecedentes

### Antecedentes
En abril de 2015, el secretario privado de Roxana Baldetti, vicepresidente de Guatemala, fue acusado por la Comisión Internacional contra la Impunidad en Guatemala (CICIG) de ser el cabecilla de una importante banda dedicada a la defraudación al fisco guatemalteco, en un caso que ha sido denominado como el caso de La Línea. Aunque no fue incluida en el listado de acusados que presentó la CICIG, se sospechó desde un principio que los seudónimos «La R», «La 2» y «La Señora» —los cuales se mencionan en los miles de escuchas telefónicas presentadas por la CICIG y el Ministerio Público— hacían referencia a Roxana Baldetti, por lo que el 25 de abril de 2015 se realizó marcha pacífica exigiendo su renuncia como Vicepresidente.
Se organizaron marchas multitudinarias donde participaron personas de todas las edades con gran entusiasmo, mismas que fueron convocadas principalmente por Un grupo llamado anónimos Guatemala en las cuales se demostró el repudio hacia el actual gobierno y hacia los principales partidos políticos del país. No obstante no se ha producido una propuesta que ataque frontalmente el sistema que ha permitido que el gobierno de turno se aproveche del erario nacional. El lento despertar de las protestas se explica porque en Guatemala aunque el 53% de la población esté por debajo de la línea de pobreza y existan agudos problemas -de ignorancia, racismo, machismo, corrupción, violencia desbocada, y sobre todo impunidad-  que tengan a la población a punto de un estallido social, no hay quien organice dicho estallido en forma efectiva.  Por otro lado, aunque no haya organización política que haga estallar todo el malestar acumulado, las élites tradicionales del país, preocupada por la situación actual y considerando que el polvorín social podría estallar, organizaron una lucha frontal contra la corrupción de los funcionarios públicos y obligaron a éstos a extender la permanencia de la Comisión Internacional Contra la Impunidad en Guatemala, logrando que el malestar de la población se dirigiera hacia el gobierno y en especial hacia la vicepresidenta Baldetti Elías -a quien se le inició el trámite de antejuicio el 6 de mayo- no así contra el sistema corrupto que ha funcionado Guatemala por décadas.
Tras descubrirse una serie de capturas que se realizaron el 8 de mayo de 2015, el presidente Otto Pérez Molina anunció que Baldetti Elías había renunciado al cargo de vicepresidente.
El 11 de mayo, Otto Pérez Molina anunció que la terna para sustituir a Baldetti, era integrada por Carlos Contreras, Ministro de Trabajo; Adela de Torrebiarte, comisionada presidencial para la reforma policial; y Adrián Zapata, secretario ejecutivo del gabinete de Desarrollo Rural.
El 14 de mayo, Pérez Molina propuso una nueva terna, ya que Carlos Contreras tenía impedimento constitucional para ser Vicepresidente, ya que la constitución establece que no podrán aspirar a la Presidencia o Vicepresidencia, el que hubiese sido ministro de Estado, durante cualquier tiempo en los seis meses anteriores a la elección. Nominó a Oliverio García, diputado del Congreso para sustituir a Contreras pero el Congreso no llegó a ningún consenso y presentó su renuncia a la candidatura por medio de una carta dirigida al presidente del legislativo, Luis Rabbé; por lo que nominó al magistrado Alejandro Maldonado Aguirre para sustituir a García. Maldonado fue elegido el 14 de mayo como nuevo Vicepresidente de Guatemala, derrotando fácilmente a Torrebiarte y Zapata.

## Candidatos propuestos
- Alejandro Baltasar Maldonado Aguirre: magistrado de la Corte de Constitucionalidad desde 2006, 1996-1991 y de 1996-2001, Ministro de Relaciones Exteriores de 1993 a 1996, Ministro de Educación de 1970-1974, candidato a la presidencia en 1982 y en 1985, presidente de la Corte de Constitucionalidad de 1989-1990, 1997-1998, y 2006-2007, diputado del Congreso de Guatemala de 1966-1970, 1984-1986, y de 2004-2008, Vicepresidente primero del Congreso de 2005-2006, embajador de Guatemala en las Naciones Unidas de 1974-1978, embajador de Guatemala en la oficina europea de Naciones Unidas 1978-1980, embajador de Guatemala en México de 1991-1993, miembro del Consejo de Belice en 1996, vocal de la Municipalidad de Guatemala en 1956, secretario general de Democracia Cristiana Guatemalteca y del Partido Nacional Renovador de 1980-1983. Independiente desde 2008.
- Adela Ana María del Rosario Camacho Sinibaldi de Torrebiarte: Comisionada para la Reforma Policial desde 2012, ministra de Gobernación de 2007-2008, candidata presidencial en 2011 y secretaria general del partido Acción de Desarrollo Nacional de 2010-2012. Independiente desde 2012.
- Adrián Zapata Romero: Comisionado Presidencial para el Desarrollo Rural Integral desde 2012, y jefe político de la Unidad Revolucionaria Nacional Guatemalteca de 2003-2005. Independiente.

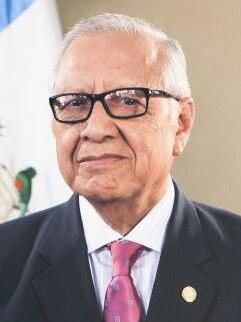
Alejandro Maldonado Aguirre, magistrado de la CC desde 2006
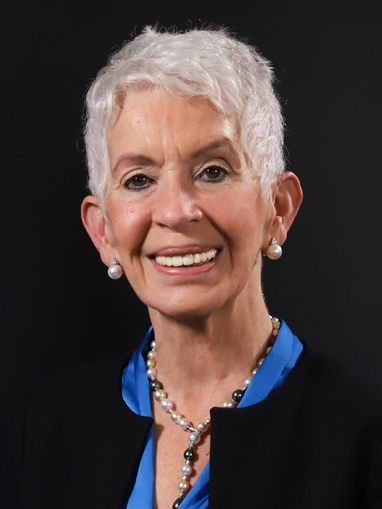
Adela de Torrebiarte, comisionada presidencial desde 2012
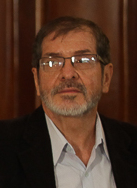
Adrián Zapata, comisionado presidencial desde 2012

### Retirados
- Carlos Contreras Solórzano: ministro de Trabajo desde 2012, viceministro de Trabajo de 1991-1993.
- Oliverio García Rodas: diputado de la Asamblea Nacional Constituyente de 1984, diputado del Congreso 1986-1994 y desde 2004 en ese momento.

## Resultados
| Candidato                   | Partido(s) que lo apoyaron | 1.ª vuelta | En contra |
| --------------------------- | -------------------------- | ---------- | --------- |
| Alejandro Maldonado Aguirre | — — —Independientes        | 115        | 29        |
| Adela de Torrebiarte        |                            | 10         | 134       |
| Adrián Zapata               |                            | 2          | 142       |
| Carlos Contreras            | Retirado de la terna       |            |           |
| Oliverio García Rodas       | Retirado de la terna       |            |           |
| Abstenciones                | Abstenciones               | 14         |           |
| Total                       | Total                      | 158        |           |